# Schönborn (Brandeburgo)
Schönborn è un comune di 1 820 abitanti del Brandeburgo, in Germania.

Appartiene al circondario dell'Elba-Elster (targa EE) ed è capoluogo della comunità amministrativa (Amt) dell'Elsterland.

## Geografia antropica

### Suddivisioni amministrative
Il territorio comunale si divide in 4 zone (Ortsteil), corrispondenti al centro abitato di Schönborn e a 3 frazioni:
- Schönborn (centro abitato)
- Lindena
- Gruhno
- Schadewitz

## Società

### Evoluzione demografica
| Anno | Abitanti |
| ---- | -------- |
| 1875 | 1 547    |
| 1890 | 1 763    |
| 1910 | 2 319    |
| 1925 | 2 426    |
| 1933 | 2 512    |
| 1939 | 2 546    |
| 1946 | 3 011    |
| 1950 | 3 160    |
| 1964 | 2 666    |
| 1971 | 2 507    |

| Anno | Abitanti |
| ---- | -------- |
| 1981 | 2 280    |
| 1985 | 2 300    |
| 1989 | 2 332    |
| 1990 | 2 290    |
| 1991 | 2 266    |
| 1992 | 2 208    |
| 1993 | 2 188    |
| 1994 | 2 184    |
| 1995 | 2 173    |
| 1996 | 2 167    |

| Anno | Abitanti |
| ---- | -------- |
| 1997 | 2 173    |
| 1998 | 2 130    |
| 1999 | 2 091    |
| 2000 | 2 041    |
| 2001 | 2 014    |
| 2002 | 1 994    |
| 2003 | 1 937    |
| 2004 | 1 908    |
| 2005 | 1 917    |
| 2006 | 1 820    |

| Anno | Abitanti |
| ---- | -------- |
| 2007 | 1 791    |
| 2008 | 1 749    |
| 2009 | 1 694    |
| 2010 | 1 647    |
| 2011 | 1 606    |
| 2012 | 1 579    |
| 2013 | 1 593    |
| 2014 | 1 546    |
| 2015 | 1 565    |
| 2016 | 1 553    |